# Спектроскопия ионного рассеяния
Спектроскопия ионного рассеяния (англ. ion scattering spectroscopy сокр., ISS) — набор методов исследования твердых тел, основанный на анализе ионов, упруго рассеянных исследуемым образцом.

## Описание
В зависимости от энергии ионов спектроскопия ионного рассеяния подразделяется на:
- ионную спектроскопию низких энергий (1-20 кэВ);
- ионную спектроскопию средних энергий (20-200 кэВ);
- ионную спектроскопию высоких энергий, или спектроскопию резерфордовского обратного рассеяния (200 кэВ-2 МэВ).

Ионная спектроскопия низких энергий (для обозначения которой часто используют и общий термин «спектроскопия ионного рассеяния») применяется для изучения структуры и состава поверхности, так как ионы с малой энергией не проникают на глубину больше нескольких атомных слоев.
В спектроскопии ионов средних энергий и спектроскопии резерфордовского обратного рассеяния используется тот факт, что высокоэнергетические ионы способны проникать вглубь образца вследствие малого сечения рассеяния. Оба метода позволяют исследовать состав и структуру образцов как функцию глубины проникновения. Отличаются они друг от друга тем, что резерфордовское обратное рассеяние обеспечивает большую глубину проникновения, но меньшую разрешающую способность, в то время как спектроскопия ионов средних энергий — меньшую глубину зондирования, но лучшую разрешающую способность.
В том случае, когда первичный пучок ионов ориентирован вдоль основных направлений в кристалле, эти методы становятся чувствительными к поверхности; в этом случае вклад объёма минимизирован за счет эффекта каналирования.